# Mount Huckle
Mount Huckle är ett berg i Antarktis. Det ligger i Västantarktis. Argentina, Chile och Storbritannien gör anspråk på området. Toppen på Mount Huckle är 2 500 meter över havet. Mount Huckle ingår i Douglas Range.
Terrängen runt Huckle är bergig åt nordväst, men åt sydost är den kuperad. Trakten är obefolkad. Det finns inga samhällen i närheten.